# Pinkin de Corozal 2013
Questa voce raccoglie le informazioni riguardanti le Pinkin de Corozal nella stagione 2013.

## Stagione
La stagione 2013 vede le Pinkin de Corozal affidate a Ramón Hernández. In entrata si registrano ben otto volti nuovi, tra i quali spiccano Bianca Rivera, Lizzelle Cintrón e Michelle Nogueras, oltre che il ritorno in campo della veterana Eva Cruz. In uscita invece si registrano ben nove movimenti, tra cui le cessioni delle nazionali Shara Venegas, Vilmarie Mojica e Vanessa Vélez, oltre che quelli delle straniere Shonda Cole, Julie Rubenstein ed Ashley Benson.
La stagione si apre il 23 gennaio con una sconfitta in quattro parziali in casa delle Indias de Mayagüez, seguita dall'incontro casalingo perso contro le Leonas de Ponce. A rinforzare l'organico arriva anche la statunitense Kim Willoughby, così la prima vittoria arriva nel terzo incontro sul campo delle Vaqueras de Bayamón. Nel mese di febbraio la squadra entra subito in crisi, perdendo ben cinque incontri consecutivi; tra le conseguenze di questi scarsi risultati si registrano gli addii di Génesis Collazo ed Eva Cruz, che lasciano il proprio posto in squadra alle dominicane Prisilla Rivera e Gina Mambrú. Il cambiamento giova molto alla squadra, capace di vincere i restanti incontri di febbraio e mettere a segno una striscia di quattro vittorie consecutive, interrotte solo dalla sconfitta al tie-break in casa delle Leonas de Ponce; peraltro vi è un ennesimo avvicendamento in squadra, col ritorno di Michelle Nogueras alle Criollas de Caguas in cambio di Glorimar Ortega. Negli ultimi otto incontri disputati a marzo arrivano altre sei vittorie e due sole sconfitte, prima di chiudere la stagione regolare il 3 aprile col successo sulle Gigantes de Carolina.
Con un bilancio di 33 punti le Pinkin si presentano ai play-off scudetto come testa di serie numero 5. Nei quarti di finale vengono inserite nel girone A con Lancheras de Cataño, Indias de Mayagüez e Vaqueras de Bayamón: nei sei incontri disputati arrivano solo tre vittorie, che costringono la squadra ad uno spareggio contro le Lancheras, nel quale si impongono con un perentorio 3-0, centrando la qualificazione alle semifinali. Nella serie semifinale affrontano le Leonas de Ponce, lasciando per strada solo l'incontro di gara 3, qualificandosi alla finale dopo cinque partite. Nell'atto conclusivo del torneo si scontrano contro le Indias de Mayagüez, uscendo sconfitte in sole quattro gare, mancando così la vittoria del diciottesimo titolo nazionale.

## Organigramma societario
Area direttiva
- Presidente: Juan Berríos

Area tecnica
- Allenatore: Ramón Hernández

## Rosa
| N° | Nome               | Ruolo | Data di nascita  | Nazionalità sportiva |
| -- | ------------------ | ----- | ---------------- | -------------------- |
| 2  | Bianca Rivera      | L     | 24 ottobre 1987  | Porto Rico           |
| 3  | Marisel Rabell     | P     | 15 marzo 1986    | Porto Rico           |
| 4  | Nomaris Vélez      | L     | 11 giugno 1993   | Porto Rico           |
| 5  | Lizzelle Cintrón   | C     | 5 marzo 1986     | Porto Rico           |
| 6  | Ileana Rabell      | S     |                  | Porto Rico           |
| 9  | Jessica Candelario | C     | 2 novembre 1987  | Porto Rico           |
| 10 | Glorimar Ortega    | P     | 21 novembre 1983 | Porto Rico           |
| 11 | Grace Salado       | S     | 7 maggio 1990    | Porto Rico           |
| 12 | Gelymar Rodríguez  | S     | 26 giugno 1992   | Porto Rico           |
| 13 | Daniela Bertrán    | S     | 29 gennaio 1986  | Porto Rico           |
| 14 | Prisilla Rivera    | S     | 29 dicembre 1984 | Rep. Dominicana      |
| 16 | Génesis Collazo    | S/O   | 4 ottobre 1992   | Porto Rico           |
| 17 | Michelle Nogueras  | P     | 5 dicembre 1988  | Porto Rico           |
| 14 | Gina Mambrú        | S/O   | 21 gennaio 1986  | Rep. Dominicana      |
| 19 | Kim Willoughby     | S     | 7 novembre 1980  | Stati Uniti          |
| 20 | Eva Cruz           | S/O   | 2 gennaio 1974   | Porto Rico           |

## Mercato
| Acquisti | Acquisti          | Acquisti              | Acquisti   |
| R.       | Nome              | da                    | Modalità   |
| -------- | ----------------- | --------------------- | ---------- |
| L        | Bianca Rivera     | Criollas de Caguas    | definitivo |
| C        | Lizzelle Cintrón  | Mets de Guaynabo      | definitivo |
| S        | Ileana Rabell     | ?                     | definitivo |
| S        | Grace Salado      | inattiva              | definitivo |
| S        | Daniela Bertrán   | Gigantes de Carolina  | definitivo |
| P        | Michelle Nogueras | Criollas de Caguas    | definitivo |
| S        | Eva Cruz          | inattiva              | definitivo |
| S        | Kim Willoughby    | Valencianas de Juncos | definitivo |
| S        | Prisilla Rivera   | Rep. Dominicana       | definitivo |
| S/O      | Gina Mambrú       | Rep. Dominicana       | definitivo |
| P        | Glorimar Ortega   | Criollas de Caguas    | definitivo |

| Cessioni | Cessioni           | Cessioni              | Cessioni   |
| R.       | Nome               | a                     | Modalità   |
| -------- | ------------------ | --------------------- | ---------- |
| L        | Shara Venegas      | Criollas de Caguas    | definitivo |
| P        | Vilmarie Mojica    | Villa Cortese         | definitivo |
| S/O      | Vanessa Vélez      | Lancheras de Cataño   | definitivo |
| P        | Wendy Colón        | -                     | ritirata   |
| S        | Darangelyss Yantín | Orientales de Humacao | definitivo |
| S/O      | Shonda Cole        | Indias de Mayagüez    | definitivo |
| C        | Jonnalys Matos     | -                     | ritirata   |
| S        | Julie Rubenstein   | Mets de Guaynabo      | definitivo |
| C        | Ashley Benson      | Münster               | definitivo |
| S/O      | Génesis Collazo    | Criollas de Caguas    | definitivo |
| S        | Eva Cruz           | -                     | ritirata   |
| P        | Michelle Nogueras  | Criollas de Caguas    | definitivo |

## Risultati

### LVSF

#### Regular season
| 23 gennaio 2013 Palacio de Recreación y Deportes, Mayagüez | Indias de Mayagüez    | 3 - 1 | Pinkin de Corozal     | 25-17, 25-27, 25-22, 25-15        |
| 26 gennaio 2013 Coliseo Carmen Zoraida Figueroa, Corozal   | Pinkin de Corozal     | 1 - 3 | Leonas de Ponce       | 25-21, 22-25, 21-25, 19-25        |
| 30 gennaio 2013 Coliseo Rubén Rodríguez, Bayamón           | Vaqueras de Bayamón   | 1 - 3 | Pinkin de Corozal     | 15-25, 26-24, 20-25, 21-25        |
| 1 febbraio 2013 Coliseo Carmen Zoraida Figueroa, Corozal   | Pinkin de Corozal     | 2 - 3 | Orientales de Humacao | 25-21, 25-27, 25-23, 23-25, 13-15 |
| 7 febbraio 2013 Coliseo Rafael Amalbert, Juncos            | Valencianas de Juncos | 3 - 0 | Pinkin de Corozal     | 25-14, 27-25, 25-22               |
| 8 febbraio 2013 Coliseo Carmen Zoraida Figueroa, Corozal   | Pinkin de Corozal     | 1 - 3 | Mets de Guaynabo      | 17-25, 25-23, 16-25, 23-25        |
| 14 febbraio 2013 Coliseo Héctor Solá Bezares, Caguas       | Criollas de Caguas    | 3 - 1 | Pinkin de Corozal     | 25-18, 25-22, 25-27, 25-20        |
| 16 febbraio 2013 Coliseo Carmen Zoraida Figueroa, Corozal  | Pinkin de Corozal     | 1 - 3 | Lancheras de Cataño   | 25-20, 20-25, 23-25, 29-31        |
| 19 febbraio 2013 Coliseo Guillermo Angulo, Carolina        | Gigantes de Carolina  | 2 - 3 | Pinkin de Corozal     | 25-17, 25-18, 23-25, 22-25, 11-15 |
| 21 febbraio 2013 Coliseo Carmen Zoraida Figueroa, Corozal  | Pinkin de Corozal     | 3 - 0 | Valencianas de Juncos | 25-8, 25-20, 25-17                |
| 24 febbraio 2013 Coliseo Mario Morales, Guaynabo           | Mets de Guaynabo      | 0 - 3 | Pinkin de Corozal     | 21-25, 16-25, 17-25               |
| 1 marzo 2013 Coliseo Carmen Zoraida Figueroa, Corozal      | Pinkin de Corozal     | 3 - 0 | Indias de Mayagüez    | 25-11, 25-15, 25-16               |
| 6 marzo 2013 Coliseo Salvador Dijols, Ponce                | Leonas de Ponce       | 3 - 2 | Pinkin de Corozal     | 12-25, 19-25, 25-21, 25-17, 13-15 |
| 8 marzo 2013 Coliseo Carmen Zoraida Figueroa, Corozal      | Pinkin de Corozal     | 3 - 0 | Vaqueras de Bayamón   | 25-19, 25-16, 25-16               |
| 14 marzo 2013 Complejo Deportivo Emilio Huyke, Humacao     | Orientales de Humacao | 1 - 3 | Pinkin de Corozal     | 19-25, 19-25, 25-16, 22-25        |
| 16 marzo 2013 Coliseo Cosme Beitia Sálamo, Cataño          | Lancheras de Cataño   | 2 - 3 | Pinkin de Corozal     | 25-21, 23-25, 25.23, 20-25, 11-15 |
| 18 marzo 2013 Coliseo Carmen Zoraida Figueroa, Corozal     | Pinkin de Corozal     | 3 - 1 | Gigantes de Carolina  | 26-28, 25-14, 25-17, 25-11        |
| 20 marzo 2013 Coliseo Carmen Zoraida Figueroa, Corozal     | Pinkin de Corozal     | 2 - 3 | Criollas de Caguas    | 21-25, 23-25, 28-26, 25-18, 6-15  |
| 24 marzo 2013 Coliseo Carmen Zoraida Figueroa, Corozal     | Pinkin de Corozal     | 3 - 1 | Mets de Guaynabo      | 25-18, 24-26, 25-19, 25-11        |
| 26 marzo 2013 Coliseo Rubén Rodríguez, Bayamón             | Vaqueras de Bayamón   | 1 - 3 | Pinkin de Corozal     | 25-19, 21-25, 26-28, 16-25        |
| 28 marzo 2013 Coliseo Cosme Beitia Sálamo, Cataño          | Lancheras de Cataño   | 3 - 1 | Pinkin de Corozal     | 25-22, 17-25, 25-19, 26-24        |
| 3 aprile 2013 Coliseo Carmen Zoraida Figueroa, Corozal     | Pinkin de Corozal     | 3 - 1 | Gigantes de Carolina  | 17-25, 26-24, 225-21, 25-20       |

#### Play-off
| Quarti di finale (gara 1) - 7 aprile 2013 Coliseo Carmen Zoraida Figueroa, Corozal     | Pinkin de Corozal   | 3 - 1 | Indias de Mayagüez  | 25-20, 25-27, 25-23, 25-21        |
| Quarti di finale (gara 2) - 9 aprile 2013 Coliseo Rubén Rodríguez, Bayamón             | Vaqueras de Bayamón | 3 - 1 | Pinkin de Corozal   | 24-26, 25-17, 25-23, 25-22        |
| Quarti di finale (gara 3) - 11 aprile 2013 Coliseo Cosme Beitia Sálamo, Cataño         | Lancheras de Cataño | 2 - 3 | Pinkin de Corozal   | 25-27, 25-22, 25-23, 13-25, 14-16 |
| Quarti di finale (gara 4) - 13 aprile 2013 Coliseo Carmen Zoraida Figueroa, Corozal    | Pinkin de Corozal   | 3 - 0 | Vaqueras de Bayamón | 25-8, 25-17, 26-24                |
| Quarti di finale (gara 5) - 15 aprile 2013 Palacio de Recreación y Deportes, Mayagüez  | Indias de Mayagüez  | 3 - 1 | Pinkin de Corozal   | 23-25, 28-26, 25-23, 25-21        |
| Quarti di finale (gara 6) - 17 aprile 2013 Coliseo Carmen Zoraida Figueroa, Corozal    | Pinkin de Corozal   | 2 - 3 | Lancheras de Cataño | 25-20, 22-25, 25-18, 20-25, 9-15  |
| Quarti di finale (spareggio) - 18 aprile 2013 Coliseo Carmen Zoraida Figueroa, Corozal | Pinkin de Corozal   | 3 - 0 | Lancheras de Cataño | 25-22, 25-21, 25-22               |
| Semifinali (gara 1) - 20 aprile 2013 Coliseo Salvador Dijols, Ponce                    | Leonas de Ponce     | 0 - 3 | Pinkin de Corozal   | 21-25, 21-25, 25-27               |
| Semifinali (gara 2) - 22 aprile 2013 Coliseo Carmen Zoraida Figueroa, Corozal          | Pinkin de Corozal   | 3 - 0 | Leonas de Ponce     | 25-19, 28-26, 25-14               |
| Semifinali (gara 3) - 23 aprile 2013 Coliseo Salvador Dijols, Ponce                    | Leonas de Ponce     | 3 - 1 | Pinkin de Corozal   | 25-22, 25-23, 24-26, 25-20        |
| Semifinali (gara 4) - 26 aprile 2013 Coliseo Carmen Zoraida Figueroa, Corozal          | Pinkin de Corozal   | 3 - 0 | Leonas de Ponce     | 25-22, 25-18, 25-18               |
| Semifinali (gara 5) - 28 aprile 2013 Coliseo Salvador Dijols, Ponce                    | Leonas de Ponce     | 0 - 3 | Pinkin de Corozal   | 21-25, 8-25, 14-25                |
| Finale (gara 1) - 1 maggio 2013 Palacio de Recreación y Deportes, Mayagüez             | Indias de Mayagüez  | 3 - 1 | Pinkin de Corozal   | 25-17, 23-25, 25-21, 25-22        |
| Finale (gara 2) - 3 maggio 2013 Coliseo Carmen Zoraida Figueroa, Corozal               | Pinkin de Corozal   | 1 - 3 | Indias de Mayagüez  | 25-19, 19-25, 21-25, 19-25        |
| Finale (gara 3) - 5 maggio 2013 Palacio de Recreación y Deportes, Mayagüez             | Indias de Mayagüez  | 3 - 1 | Pinkin de Corozal   | 25-17, 25-18, 26-28, 25-21        |
| Finale (gara 4) - 7 maggio 2013 Coliseo Carmen Zoraida Figueroa, Corozal               | Pinkin de Corozal   | 2 - 3 | Indias de Mayagüez  | 23-25, 21-25, 25-23, 25-20, 12-15 |

## Statistiche

### Statistiche di squadra
| Competizione | Punti | In casa | In casa | In casa | In trasferta | In trasferta | In trasferta | Totale | Totale | Totale |
| Competizione | Punti | G       | V       | P       | G            | V            | P            | G      | V      | P      |
| ------------ | ----- | ------- | ------- | ------- | ------------ | ------------ | ------------ | ------ | ------ | ------ |
| LVSF         | 33    | 19      | 11      | 8       | 19           | 9            | 10           | 38     | 20     | 18     |
| Totale       | -     | 19      | 11      | 8       | 19           | 9            | 10           | 38     | 20     | 18     |

G = partite giocate; V = partite vinte; P = partite perse